# Robert C. Cooper
Robert C. Cooper (ur. 14 października 1968 w Toronto) – kanadyjski scenarzysta i producent filmowy.
Cooper napisał scenariusze do kilkudziesięciu odcinków seriali Gwiezdne wrota, Gwiezdne wrota: Atlantyda oraz Gwiezdne wrota: Wszechświat. Jest odpowiedzialny za stworzenie wielu wątków w świecie Gwiezdnych wrót. Wymyślił między innymi Pradawnych, twórców Gwiezdnych wrót oraz idee Paktu Czterech Ras.

## Scenariusze

### Gwiezdne wrota
- The First Commandment
- The Torment of Tantalus
- Singularity
- There But For The Grace of God
- In The Line of Duty
- Need
- Bane
- The Fifth Race
- Fair Game
- Deadman Switch
- Point of View
- The Devil You Know
- Maternal Instinct
- Nemesis
- Small Victories
- Upgrades
- Watergate
- Absolute Power
- Double Jeopardy
- Enemies
- Ascension
- 48 Hours
- Last Stand
- Meridian
- Redemption Part I
- Redemption Part II
- Frozen
- Unnatural Selection
- Paradise Lost
- Full Circle
- Fallen
- Chimera
- Heroes Part I
- Heroes Part II
- Lost City Part I
- Lost City Part II
- New Order Part II
- Zero Hour
- Citizen Joe
- Threads
- Moebius Part I
- Moebius Part II
- Avalon Part I
- Avalon Part II
- Origin
- Ethon
- Crusade (również reżyseria)
- Flesh and Blood
- 200
- The Shroud
- Unending (również reżyseria)

### Stargate: Atlantis
- Rising
- Hide and Seek
- The Gift
- Runner
- Conversion
- Sateda (również reżyseria)
- Doppelganger

### Filmy
- Stargate: The Ark of Truth (również reżyseria)